# Guasasa (Cuba)
Guasasa es un pueblo situado en la costa sur de la porción más oriental de la Ciénaga de Zapata, en Cuba. Algunas fuentes indican que su nombre pudo derivarse de la gran cantidad de guasasa que había en la zona cuando comenzaron a asentarse allí los primeros pobladores, en la segunda mitad del siglo XVI.

## Geografía
Se encuentra ubicada esta localidad en la costa sur en la porción oriental de la Ciénaga de Zapata, a 27 km al este de Playa Girón. Limita al norte con los bosques y ciénagas del municipio, así como por el este y el oeste, diferenciándose al sur, por estar bañada por las aguas del Mar Caribe.
El relieve del territorio está conformado por diferentes tipos de suelos: arenosos y arrecifes hacia la zona costera; rocosos y calizos, hacia el centro de la localidad; en los extremos periféricos comienzan a circundarles zonas de pantanos o ciénagas. 
La existencia de las corrientes es mayormente subterránea. Existe la presencia de algunas cavernas inundadas, denominadas pocetas, así como algunos cenotes y pequeños manantiales en la costa.

## Clima
Se caracteriza por ser un clima cálido durante casi todo el año, aunque en ocasiones, la combinación de la entrada de un frente de frío y el agua de la Ciénaga de Zapata que le circunda, propician el descenso de las temperaturas. Este proceso ocurre principalmente en los primeros y los últimos meses del año.

## Flora y fauna
Como parte de la Ciénaga de Zapata, en los alrededores abundan principalmente las aves y los reptiles propios de la zona. Las especies más comunes son los cocodrilos, las cotorras, los perros jíbaros, los cerdos salvajes y una abundante concentración de jejenes y mosquitos.